# ゴルムド空港
ゴルムド空港（－くうこう）は中華人民共和国青海省ゴルムド市に位置する空港。ゴルムド市中心部から12km離れている。中国民用航空局の統計で2009年の乗客量が166の民間空港のうちの138位であり、その年に38,479人の乗客があり、前年(2008年)に比べて82％の増加であった。

## 沿革
- 1969年8月 - 建設開始
- 1971年8月 - 竣工
- 1974年11月 - 正式開港

## 主な就航航空会社と就航路線
- 中国東方航空 - 西寧、西安、北京
- チベット航空 - 西寧

## 註釈
1. ↑  民航機場業務量 (Civil Airports Operations Volume), 中国民用航空局のホームページのデータはエクセルファイルであり、htmlファイルではない。同じデータを画像や英語に訳したものが次のスレッドで見られる 2009 China mainland airport rank